# Carl Lazarus Henckel von Donnersmarck
Carl Lazarus Graf Henckel von Donnersmarck (* 5. März 1772 in Neudeck; † 12. Juli 1864 in Breslau) war ein deutscher freier Standesherr und Industrieller.

## Herkunft
Seine Eltern waren der Graf Erdmann Gustav Henckel von Donnersmarck (* 18. März 1732; † 27. November 1805) und dessen Ehefrau Freiin Rudolphine Wilhelmine Charlotte von Dyhrn und Schönau (* 19. Januar 1743; † 30. Mai 1802).

## Leben
Als der jüngere Sohn konnte er nicht auf das Erbe des Vaters hoffen, so kaufte er die Herrschaft Kascherwitz in Südpreußen. Aber sein Bruder Gustav Adolf (* 31. August 1764; † 10. November 1813) fiel bei Schroppau und hinterließ keine männlichen Erben. So wurde er als Nachfolger seines Bruders 1813 doch freier Standesherr der Standesherrschaft Beuthen und war Besitzer der Herrschaften Neudeck und Alt-Tarnowitz. Als Standesherr war er Mitglied des Provinziallandtages von Schlesien.
Karl Lazarus hat den Familienbesitz erheblich ausgeweitet und war auch Besitzer von Industrie- und Bergbaubetrieben, u. a. der Eisenhütte in Lipine. Sein Haupteinkommen bezog er aber aus der Land- und Forstwirtschaft. Bergbau wurde nur dort betrieben, wo dies ohne größeren Aufwand möglich war. Auch im Industriebereich war er wenig risikofreudig. Immerhin hat er 1828 die Bethlenfalva-Hütte mit einem Puddel- und Walzwerk gegründet, hat dies wie auch seine beiden anderen Eisenwerke verpachtet. Trotz seiner eher zurückhaltenden Investitionstätigkeit produzierten seine Eisenwerke 1847 82.000 Zentner Roheisen, 7800 Zentner Kolbeneisen, 36.200 Zentner Stabeisen und 2000 Zentner Sturz- und Feinbleche. Daneben besaß er 1828 die größten Produktionskapazitäten in der schlesischen Zinkherstellung. Auch diese drei Hütten waren verpachtet. Einzig den Steinkohlenbergbau betrieb Graf Karl Lazarus in eigener Regie, ohne dort eine nennenswerte Modernisierungsstrategie zu verfolgen.
Er war Oberst des 23. Landwehrregimentes. Außerdem trug er die Ehrentitel eines preußischen Kammerherren und seit 1840 den eines Oberlandmundschenkes im preußischen Schlesien.  Er war Ritter des Ordens Pour le Mérite und erbliches Mitglied im Preußischen Herrenhaus. 1856 erhielt er den Rechtsritterschlag als Mitglied des Johanniterordens und wurde einflussreicher Kommendator der Provinzialgenossenschaft Schlesien.
Karl Lazarus hat Schloss Neudeck im Tudorstil umgestalten und ausbauen lassen. Bereits 1848 übergab er den Besitz an seinen Sohn Guido Henckel von Donnersmarck, der die Betriebe in großem Umfang erweiterte.

## Familie
Er heiratete am 12. November 1816 in Carlsburg bei Anklam die Gräfin Julie von Bohlen (* 10. Juni 1800; † 25. März 1866). Mit dieser hatte er sieben Kinder:
- Karl Lazarus Friedrich Ludwig Gebhard (* 23. August 1817; † 16. Juni 1848)
- Julie Fanny Antoinette Karoline (* 2. Dezember 1819; † 11. April 1858) ⚭ 1843 Graf Eduard von Oppersdorff (* 20. Oktober 1800; † 31. Januar 1889)
- Klara Eugenie (* 18. Juni 1823; † 6. August 1905) ⚭ 1842 Graf Feodor von Francken-Sierstorpff (* 29. Juli 1816; † 24. Dezember 1890)
- Adele Klothilde (* 18. Juni 1823; † 13. Mai 1855) ⚭ 1846 Graf Friedrich von Reichenbach (* 23. Juli 1809; † 4. Mai 1881)
- Cäcilie Therese Friederike Elisabeth (* 7. Februar 1825; † 30. September 1839)
- Wanda Hedwig Agnes Auguste Luise Luitgarde Klamorine (* 1. November 1826; † 11. Februar 1907) ⚭  1843 Prinz Ludwig von Schoenaich-Carolath (* 26. Juni 1811; † 22. Januar 1862)
- Guido Georg Friedrich Erdmann Heinrich Adelbert (* 10. August 1830; † 19. Dezember 1916), seit dem 18. Januar 1901 Fürst von Donnersmarck

⚭ Paris 28. Oktober 1871 Pauline Therese Lachmann (* 7. Mai 1819; † 21. Januar 1884)
⚭ Wiesbaden 11. Mai 1887 Katharina Slepzow (* 16. Februar 1862; † 10. Februar 1929)